# Aenictogiton
Aenictogiton (лат.) — род муравьёв в составе подсемейства Dorylinae, включающий муравьёв, эволюционно близких к группе кочевых муравьёв. Известны только самцы (рабочие и самки пока не обнаружены). Ранее рассматривался в составе ныне не выделяемого подсемейства Aenictogitoninae.

## Распространение
Экваториальная Африка.

## Классификация
Около 10 видов. По современным данным (Brady, Ward, 2005) являются членами более узкой Дориломорфной группы муравьёв «Dorylomorph group» (Aenictinae, Dorylinae, Ecitoninae, Aenictogitoninae, Cerapachyinae, Leptanilloidinae). Ранее, рассматривались в качестве трибы Aenictogitini (Aenictogitonini) в составе подсемейства Ponerinae.
В 2014 году было предложено (Brady et al.) включить его и все дориломорфные подсемейства (Aenictinae, Aenictogitoninae, Cerapachyinae, Ecitoninae и Leptanilloidinae) в состав расширенного Dorylinae.

## Виды
- Aenictogiton Emery, 1901
  - Aenictogiton attenuatus Santschi, 1919
  - Aenictogiton bequaerti Forel, 1913
  - Aenictogiton elongatus Santschi, 1919
  - Aenictogiton emeryi Forel, 1913
  - Aenictogiton fossiceps Emery, 1901
  - Aenictogiton schoutedeni Santschi, 1924
  - Aenictogiton sulcatus Santschi, 1919